# Tagami
Tagami (jap. 田上町 Tagami-machi) – miasto w Japonii, na wyspie Honsiu, w prefekturze Niigata. Według danych na rok 2020 miejscowość zamieszkiwało 11 227 mieszkańców , a gęstość zaludnienia wyniosła 354,1 os./km².